# Walther Fresacher
Walther Alois Fresacher (* 30. Oktober 1884 in Gmünd in Kärnten; † 22. September 1982 in Klagenfurt) war ein Kärntner Lokalhistoriker.

## Leben
Fresachers Vater war der Notar und Freizeithistoriker Josef Fresacher, der sich bereits im Geschichtsverein für Kärnten engagierte.
Die Familie übersiedelte vor Fresachers Einschulung nach Völkermarkt. Dort absolvierte er die Volksschule. Danach besuchte er das Klagenfurter Gymnasium und schließlich, durch einen weiteren Umzug bedingt, das Villacher Gymnasium, wo er maturierte.
Fresacher studierte in Wien Geographie und Geschichte. 1906 promovierte er über die Geschichte Bambergs in  Kärnten und 1907 legte er die Lehramtsprüfung ab. Einflussreich waren für ihn der Historiker Oswald Redlich und der Geograph Albrecht Penck, der sein Interesse auf die Gletscherforschung lenkte.
Die Lehrerlaufbahn begann Fresacher 1910 in Graz. Danach folgte eine kurze Station am Stiftsgymnasium St. Paul. Ab 1912 unterrichtete er an der Realschule in Villach. Daneben betrieb er geographische und geschichtliche Nachforschungen. Beispielsweise begann er 1925 die Gletschermessungen am Großelendkees⊙, u. a. für den DuOeAV-Gletschermessdienst, und betreute sie bis 1951. Die Villacher Lokalgeschichte fand er damals weitgehend unerschlossen vor, und so begann er 1914, über diese in den Jahresberichten des Villacher Gymnasiums zu schreiben. Später konnte er seine Studien auch in der Carinthia I und in Monographien veröffentlichen. Zudem wirkte er im Vorstand des Villacher Stadtmuseums. 1934 wurde er aus politischen Gründen zwangspensioniert. 1938–1945 durfte er wieder unterrichten. Er machte sich durch gewissenhafte Archivstudien einen Namen und seine Studien waren auch in der damaligen Akademischen Welt anerkannt, sodass er 1944 zur Mitarbeit im Kärntner Institut für Landesforschung eingeladen wurde, einer Dependance der Karl-Franzens-Universität in Klagenfurt. Neben der Villacher Regionalgeschichte entwickelte er zwei weitere Arbeitsschwerpunkte: Die Regionalgeschichte von St. Paul im Lavanttal und, angeregt von Marian Sidaritsch und Martin Wutte, die Geschichte des Kärntner Bauernstandes. Beispielsweise stützte sich die Kärntner Landsmannschaft bei einer Aktion zur Ehrung von Bauernfamilien, die über 200 Jahre auf demselben Hof saßen, auf seine Untersuchungen. Nach der neuerlichen Zwangspensionierung 1945 wegen seiner NS-Nähe verbrachte er seinen Lebensabend in Klagenfurt.

## Würdigungen
- Ehrenmitglied der Universität Innsbruck (1954)[2]
- Ehrenring der Stadt Villach (1960)[2]
- Ehrenmitglied des Kärntner Geschichtsvereins (vor 1965)
- Ehrenmitglied der Kärntner Landsmannschaft (vor 1965)
- Goldene Medaille der Landeshauptstadt Klagenfurt (1974)[2]
- Fresachergasse in Klagenfurt⊙[4] (1990)